# Helmichia
Helmichia — рід грибів. Назва вперше опублікована 1982 року.